# مسجد فائق باشا
مسجد فائق باشا (بالتركية: Faik Paşa Camii)‏، (باليونانية: Τζαμί Φαΐκ Πασά)‏، المعروف بعمارت آرتا (Ιμαρέτ της Άρτας): هو مبنى عثماني تاريخي، يقع في بلدة آرتا، إبيروس (إقليم)، في اليونان. سمي المسجد على اسم الفاتح العثماني للمدينة في 1449، ويتكون المسجد من مجمع يضم حمامات وعمارت (مطبخ خيري عام) ومدرسة إسلامية. وهو أحد المسجدين الباقيين في آرتا، والآخر هو مسجد فيض الله. إنه تحت أعمال التجديد وغير مفتوح حاليًا للعبادة.